# Coffeeshock Company
Coffeeshock Company, reggae rok bend gradišćanskih Hrvata. Momentano ruši vlašće rekorde video-clipom s njevom jačkom Jetzt erst recht, ki u prvi 36 ura na you-tube-u pogledalo jur već od 10.000 ljudi. Jačka je na nimškom jeziku i persiflira dogodjaje okolo takozvanoga Ibiza-Gate-a. Video-clip za jačku snimljen je u pandiljak u noći u dvi ura u krčmi Mizzitant u Seidengasse u sedmom bečanskom kotaru. Tekst jačke: Marko Blažeta i Mani Bintinger, komponirao je Marko Blažeta. Aranžman je sastavio cijeli band. Početkom miseca lipnja 2019. su pratili band Russkaja pri turneji krez Europu.

## Vanjske poveznice
- Coffeeshock Company na Facebooku
- Jetzt erst recht, kanal Coffeeshock Company, 29. svibnja 2019.